# Rubeus Hagrid
Rubeus Hagrid a Harry Potter-regénysorozat és filmek szereplője, a Roxfort Boszorkány- és Varázslóképző Szakiskola kulcs- és háztájőrzője, később a legendás lények gondozása tantárgy professzora.

## Élete, szerepe a könyvekben
|  | Alább a Harry Potter-sorozat cselekményének részletei következnek! |

### Előzmények
Hagrid édesapja varázsló, édesanyja (Fridwulfa) óriás volt, aki hamar otthagyta családját. Nem sokkal később Hagrid apja is meghalt. Hagrid apja jóval alacsonyabb volt Hagridnál.
Hagrid a Roxfortba járt, ám harmadéves korában meggyanúsították egy bűntettel, a Titkok Kamrájának kinyitásával. A Kamrából kiszabaduló szörny megölt egy diákot. Hagridot eltiltották a varázslástól, a pálcáját is eltörték, Dumbledore azonban megengedte neki, hogy a Roxfortban maradjon, és segítsen Oggnak, a vadőrnek. Mikor felnőtt, ő lett a Roxfort kulcs- és háztájőrzője.
Hagrid állandó társa Agyar, a vadkanfogó kopó, de emellett gyűjti az újabb és újabb házikedvenceket, amelyek rendszerint különféle félelmetes szörnyetegek.

### Harry Potter és a bölcsek köve
Amikor Harry Potter szüleit meggyilkolták, Hagrid volt az, aki a csecsemő Harryt kimenekítette a romok közül, és elvitte rokonaihoz, a Dursley családhoz.
Harry tizenegyedik születésnapján, Hagrid eljött hozzá, hogy segítsen neki eljutni a Roxfortba és beszerezni a tanszereket. Az óriás ajándékot adott Harrynek, egy hóbaglyot, akit a fiú Hedvignek nevezett el. Hagrid és Harry ezután is barátok maradnak.
Hagrid segített Dumbledore-nak a bölcsek köve megvédésében: a rendelkezésére bocsátotta Bolyhoskát, a háromfejű kutyát. Ám amikor egy titokzatos idegen sárkánytojást adott el neki, kifecsegte a szörny legyőzésének titkát: ha zenét hall, elalszik. Hagrid a tojásból kikelő kis sárkányt Norbertnek nevezte el, és sokáig nagy szeretettel nevelte, ám amikor az balesetveszélyessé vált, meg kellett tőle szabadulnia.

### Harry Potter és a Titkok Kamrája
Amikor a Titkok Kamrája másodszor is feltárult, Hagridot újból meggyanúsították, és őrizetbe is vették Azkabanban. Ám Harryék megtudták Hagrid gyerekkori kedvencétől, Aragogtól, az óriáspóktól, hogy egy tévedés áldozata: a Kamrát valójában Tom Rowle Denem nyitotta ki, és, hogy a gyanút elterelje magáról, megvádolta Hagridot. Az emberek azt gondolták, Aragog volt a Kamrából kiszabaduló szörnyeteg. Mikor az igazságra fény derült, Hagridot kiengedik a börtönből, mi több, megengedik, hogy taníthasson.

### Harry Potter és az azkabani fogoly
Hagrid nagy lelkesedéssel látott hozzá a Legendás lények gondozása tantárgy tanításához, de már az első órán baleset történt: Draco Malfoy, a mardekáros diák felbosszantotta Csikócsőrt, a hippogriffet, és a lény megsebezte a fiút. Malfoy írt az apjának, aki beperelte Hagridot, hogy tiltsák el a tanításról. Ugyan Hagrid ártatlannak minősült, Csikócsőrt viszont életveszélyesnek nyilvánították, és halálra ítélték. 

### Harry Potter és a Tűz Serlege
Hagrid a Trimágus Tusa során megismerkedett a Beauxbatons Mágusakadémia igazgatónőjével, Madame Maxime-mal, aki hozzá hasonlóan félóriás, és szerelem éledt közöttük. Hagrid segített Harrynek a Tusán: megmutatta neki a sárkányokat, amelyeket az első próba során le kell győzni.
Emellett folytatta a tanítást, és megismertette a diákokat egy új, veszélyes fenevaddal, a durrfarkú szurcsókkal, amelyet ő maga tenyésztett ki. Rita Vitrol írt Hagridról egy lejárató újságcikket, amely miatt Hagrid majdnem feladta az állását, de barátai végül meggyőzték, hogy folytassa a tanítást.

### Harry Potter és a Főnix Rendje
A Főnix Rendje tagjaként Hagrid és Madame Maxime Kelet-Európa vadonjaiba utaztak, hogy felvegyék a kapcsolatot az ott élő óriásokkal. Hagrid itt találkozott féltestvérével, Gróppal, az óriásgyerekkel, aki Hagrid szerint "kicsi és gyámoltalan", hiszen "csupán" 5 méter magas. Hagrid magával vitte Grópot Roxfortba, és megpróbálta megszelídíteni és beszélni tanítani.
Hagrid tanóráján bemutatta a thesztrálokat a diákoknak. Az órát Dolores Umbridge főinspektor is végignézte, aki sem Hagrid tanítási módszereit, sem származását nem tartotta elfogadhatónak. Amikor Dumbledore elhagyni kényszerült az iskolát, nem sokkal később Hagridot is megtámadták a Mágiaügyi Minisztérium emberei, ezért elmenekült.

### Harry Potter és a Félvér Herceg
Hagrid megsértődött, mert Harry és barátai lemondanak a Legendás lények gondozása órákról.
Amikor Aragog, a pók meghalt, Hagrid elhívta a temetésre Harryt és barátait. 
Hagrid Dumbledore halála után is a Roxfortban maradt tanítani.

### Harry Potter és a Halál ereklyéi
Hagrid a repülő motorján kimenekítette Harryt a Privet Drive 4-ből. A motorba beépített védővarázslatok segítségével sikerült visszatartani a halálfalókat. Bár a motor megsemmisült, Hagrid és Harry túlélték a zuhanást. Ezután Hagrid visszatért a Roxfortba.
A tanév végén Hagrid, Gróppal együtt, harcba szállt a Roxfortot ostromló halálfalókkal. Voldemort foglyul ejtette, és a Tiltott Rengetegbe vitte. Ezután arra kényszerítette, hogy a halottnak hitt Harry testét vigye vissza a kastélyba. Hagrid szavai vették rá a kentaurokat, hogy szálljanak harcba Voldemorttal.
Voldemort halála után 19 évvel még élt, és a Roxfort körül tevékenykedett. 150 éves korában vonult nyugdíjba.
|  | Itt a vége a cselekmény részletezésének! |

## Neve
Keresztneve Rubeus, amely a latin „rubinus” szóból ered, ami vöröset jelent. Rowling szerint ez a név Albus Dumbledore nevével egyidőben született: az „albus” szintén latin szó, jelentése „fehér” – a két szín két alapvető misztikus komponenst jelöl. Vezetéknevét természetesen apjáról kapta – Mr Hagrid –, aki egy kistermetű ember volt; a név az angol „hag-ridden” szóból ered, aminek jelentése „lidércnyomástól űzött, lidércnyomásos”, ami az alkoholfogyasztás és az azt követő másnaposság következménye: Hagridtól egyik sem idegen.

## A filmben
Rubeus Hagrid karakterét a könyv filmváltozataiban Robbie Coltrane skót színész alakítja.